# Maikel Zijlaard
Maikel Zijlaard (Rotterdam, 1 de junio de 1999) es un ciclista profesional neerlandés que milita en las filas del conjunto Tudor Pro Cycling Team.

## Trayectoria
Maikel Zijlaard es el nieto del entrenador ciclista Joop Zijlaard e hijo del ciclista Nicky Zijlaard, así como sobrino del ciclista Michael Zijlaard quien está casado con la múltiple campeona olímpica Leontien van Moorsel.
En 2018, Maikel Zijlaard se incorporó a la formación estadounidense Hagens Berman Axeon, dirigida por Axel Merckx.

## Palmarés
2022
- Dorpenomloop Rucphen
- Tour de Olympia[1]
- 2 etapas de la Vuelta a Bohemia Meridional

2024
- 1 etapa del Tour de Romandía

## Resultados en Grandes Vueltas
| Carrera | Carrera         | 2018 | 2019 | 2020 | 2021 | 2022 | 2023 | 2024 | 2025  |
| ------- | --------------- | ---- | ---- | ---- | ---- | ---- | ---- | ---- | ----- |
|         | Giro de Italia  | —    | —    | —    | —    | —    | —    | —    | 154.º |
|         | Tour de Francia | —    | —    | —    | —    | —    | —    | —    | —     |
|         | Vuelta a España | —    | —    | —    | —    | —    | —    | —    | —     |

―: no participa
Ab.: abandono